# Artois
Artois (pronunciado /ɑʁtˈwɑ/; en neerlandés, Artesië, en picardo, Artoé y tradicionalmente en castellano, Artesia) es una región histórica del norte de Francia que está en el departamento de Paso de Calais, en la actual región de Alta Francia. Tiene unos 4000 km² con una población de más de un millón de habitantes. Las principales ciudades son Arrás, Lens y Béthune. Artesia fue un antiguo condado de Francia, un estado de los Países Bajos y, finalmente, una provincia administrativa del Reino de Francia. 
Su gentilicio, en castellano, es artesiano. Su forma adjetiva (usado en cuenca artesiana o pozo artesiano) deriva también del nombre de esta región francesa, donde se abrió por primera vez un pozo de estas características.
Su nombre forma parte de la denominación de varias empresas, como la cervecera Stella Artois o, en su forma Artesia, de la institución financiera holandesa GE Artesia Bank o del operador de ferrocarril francoitaliano Artesia.
La universidad en la región recibe el nombre de Université d'Artois.

## Historia

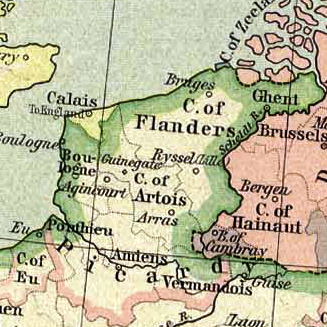
Ubicación del Condado de Artois en el.

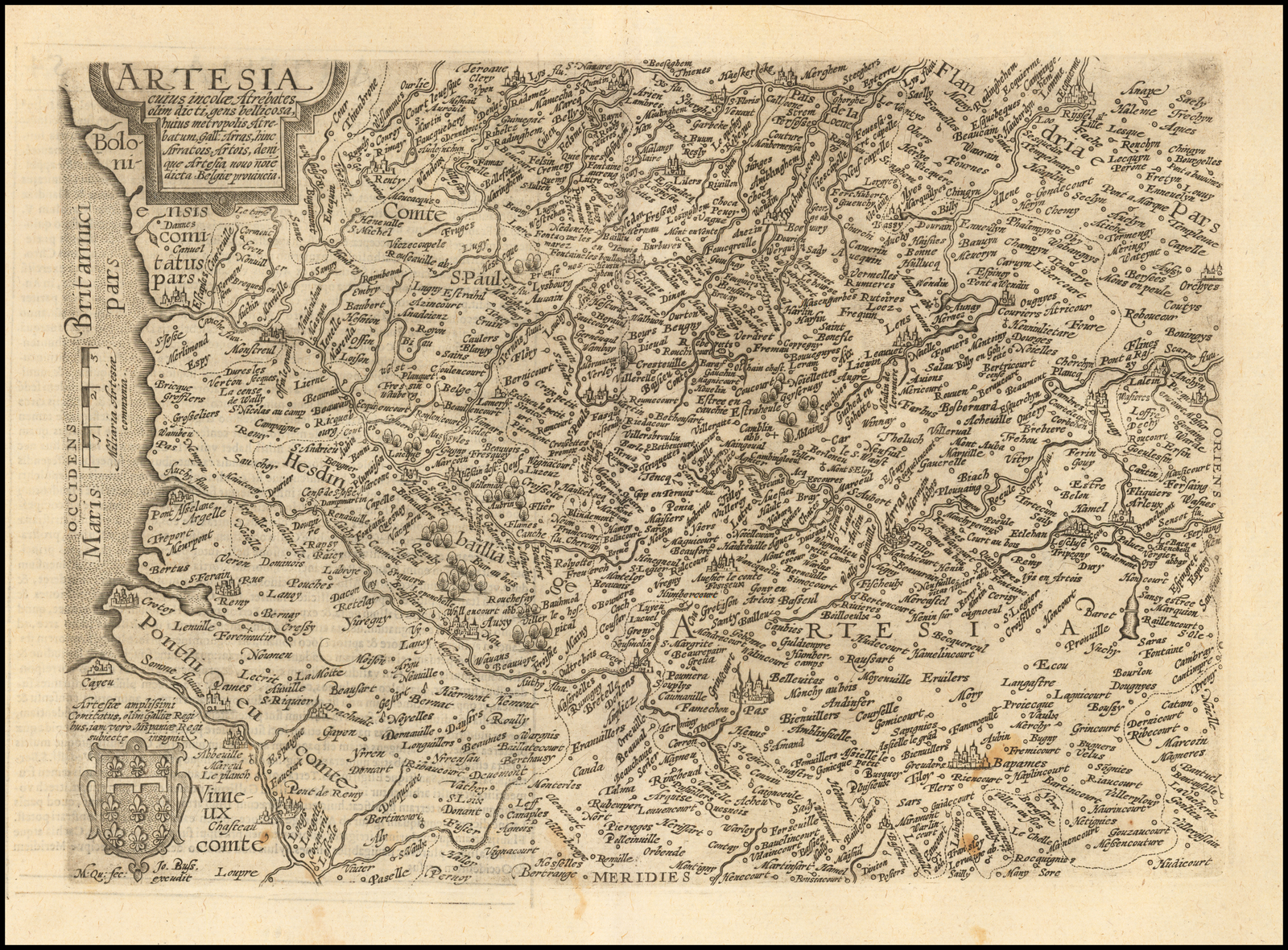
Mapa del condado de Artesia, publicado en Colonia hacia 1594 en uno de los atlas de Matthias Quad. En aquella época, el condado formaba parte de los territorios de la Monarquía Hispánica.

Durante la época romana formó parte del territorio de la Civitas Atrebatensis, que fue incorporado al reino franco en el siglo V. Durante la alta Edad Media fue parte del Condado de Flandes. Felipe Augusto lo adquirió en el año 1191, y Luis VIII de Francia lo incorporó al patrimonio de su hijo menor Robert (1216-1250). Por sucesión femenina pasó en 1302 a los condes palatinos de Borgoña, en 1382 al Condado de Flandes y en 1405 al Ducado de Borgoña, que conservaron los dominios más de dos siglos. El acceso de la Casa de Austria a la titularidad de los territorios borgoñones –con un paréntesis de dominio francés bajo Luis XI de Francia (1482-1493) – propició, por medio del Tratado de Senlis (1493) (que se separó del Boulonnais -o Boloñesado-) y del Tratado de Madrid (1526), que Artois gravitara bajo la esfera del Sacro Imperio Romano Germánico, hasta su incorporación total, formando parte del conglomerado dinástico y territorial de los Países Bajos Españoles en las vicisitudes históricas en las que participó activamente.
Tras las revueltas religiosas de 1566 en los Países Bajos, Artois entró brevemente en la Guerra de los Ochenta Años en 1576, participando en la Pacificación de Gante hasta que formó la Unión de Arrás en 1579.
Después de la Unión de Arrás, Artois y Henao alcanzaron un acuerdo por separado con Felipe II. Artois permaneció en los Países Bajos españoles hasta que fue conquistada por Francia durante la Guerra franco-española. La anexión de Artesia (a excepción de Saint-Omer y Aire-sur-la-Lys) fue reconocida por medio del Tratado de los Pirineos en 1659, y la de estas últimas tierras por el Tratado de Nimega en 1678. Artois ya era mayoritariamente francófona, pero formaba parte de los Países Bajos del Sur hasta la cesión a Francia por parte de España, tras la cual se convirtió en provincia francesa. Desde entonces ha formado parte políticamente de Francia.
Artois experimentó un rápido crecimiento industrial durante la segunda mitad del siglo XIX gracias a sus ricas reservas de carbón. Durante la Primera Guerra Mundial sufrió enormes daños debido a su situación geográfica, ya que se hallaba en medio de los dos ejércitos: alemán y británico. Posteriormente, el cierre de sus minas de carbón llevó a la región a un declive económico.